# Xalet d'Anna Vela
El Xalet d'Anna Vela és un xalet aïllat situat a l'avinguda Doctor Furest de Caldes de Malavella (Selva), molt a prop de l'estació de tren, envoltat de jardí. És una obra inclosa en l'Inventari del Patrimoni Arquitectònic de Catalunya.

## Descripció
L'estructura de l'edifici és de dos pisos i soterrani, que originàriament corresponien cada un a un habitatge diferent. L'escala exterior que donava accés al segons pis, va desaparèixer en una restauració de l'any 1997. Així doncs, actualment l'antiga porta d'entrada a l'habitatge del segon pis, en arc de mig punt (almeny des de 1984 és així. El projecte (1933) preveia almenys una entrada en arc de llinda), és la porta d'un balcó amb balaustrada sostingut per dues grans mènsules, flanquejat per dues finestres en arc de llinda.
A l'habitatge si accedeix per la que fou la porta d'entrada del primer pis, pujant primer cinc graons. Aquesta escala és diferent de la que es va concèbre pel projecte de l'edifici, que tenia almenys set escales (no sabem si es va arribar a executar o es va canviar durant les obres (en no tenir més fotografies, no ho podem saber). També és diferent la porta d'entrada, que en el projecte presentava arc rebaixat.(no sabem si es va arribar a executar, però almenys des de 1984 era com actualment l'observem). Al costat esquerre, una finestra en arc de mig punt i ampit.
La teulada de l'edifici és a quatre vessants, i al ràfec de la teulada s'aprecia l'encavallat de fusta. Sobresurt una mansarda a la part central, amb un respirall circular. Hi ha adossats dos cossos, un de lateral i un de posterior, tots dos amb finestres d'arc de mig punt i terrassa amb balaustrada just a la línia del pis. Una batlla exterior, ja prevista en el projecte de la casa, protegeix l'edifici.

## Història
És un xalet d'estiueig compost de dos habitatges construït l'any 1933 segons el disseny de l'arquitecte Josep Maria Déu i Amat. Originàriament era una casa d'estiueig. L'estiueig de la segona meitat del segle xix i principis del segle XX tenia un caràcter elitista, ja que es limitava als sectors benestants de la societat. Anava lligat a pràctiques curatives i també començava a ser una activitat de lleure. La millora en els mitjans de transport va contribuir a consolidar els nuclis d'estiueig cosa que tingué un fort impacte en l'urbanisme i l'economia dels pobles amb aigües termals. A Caldes de Malavella es construeixen gran nombre de cases, torres i xalets sobretot a l'entorn de la Rambla Recolons i de la que s'anomenà Colònia de la Granja. En aquest moment també es van adequar diverses zones de passeig, places i parcs.